# 7hours
7hours ist ein Ausstellungszentrum für zeitgenössische Kunst und zeitgenössische Musik in Berlin-Mitte.
7hours, gegründet 1999–2001 bis 2004 7hoursTURM im Märkischen Museum, seit 2005 7hours HAUS 19 – in Berlin, ist ein Kunst- und Künstlerraum, der versucht, unabhängigen Denkern Raum und Fürsorge zu geben. In Zusammenarbeit mit Künstlern oder Interpreten, entstehen Akkumulationen, die eine transzendentale Beschaffenheit zu erreichen suchen. Das Anstreben von Modernität hat dabei nichts mit Zeitgenossenschaft zu tun; Perotin steht  neben Chris Newman, Mussorgski neben Russ Meyer.
Leitung Christiane Grüß. Ausstellungen, Konzerte, Performances, Lesungen und gelegentliche Kooperationen mit Gästen.
Seit 2010 zusätzlich Study Groups: 2010 studiert eine erste Gruppe von Laien, Autodidakten und professionell ausgebildeten Künstlern über zwei Jahre „voice, books and FIRE III“ von Jakob Ullmann, seither weitere Study Groups.
7hours fühlt sich durch Förderungen der Earle Brown Foundation, des British Council, des Freundeskreises 7hours, des Hauptstadtkulturfonds, IASPIS, der Initiative Neue Musik, und dem Deutschen Musikrat ausgezeichnet. Der Umfang der Unterstützung durch Privatpersonen übersteigt die der Institutionen.

## Ausstellungen und Konzerte
Zahlreiche Künstler waren seit 1999 mit Ausstellungen, Konzerten oder Installationen vertreten. Dazu gehören unter anderem der Improvisationsmusiker Cornelius Cardew, der Maler Jårg Geismar, der Schriftsteller Reinhard Jirgl, der Performancekünstler Chris Newman, der Maler, Grafiker und Bildhauer Norbert Prangenberg, Bill Dietz (alle Medien), Pia Maria Martin (Video und 16 mm, auch Musikerin), die Komponisten Jakob Ullmann, Howard Skempton, Wolfgang von Schweinitz, Perotin, Klaus Lang, die Komponistin Chiyoko Szlavnics, der Bildhauer Till Hohn und der Maler Albert Wigand.